# Conocybe merdaria
Conocybe merdaria är en svampart som beskrevs av Arnolds & Hauskn. 2003. Conocybe merdaria ingår i släktet Conocybe och familjen Bolbitiaceae.  Arten är reproducerande i Sverige. Inga underarter finns listade i Catalogue of Life.